# Vordenses
Els vordenses foren un poble celto-lígur de la Gàl·lia Narbonense. El seu nom apareix a una inscripció trobada a la Colonia Apta Julia, actualment Ate. Probablement vivien a la vila de Gòrda (deformació de Vordes), propera a Ate, i també a Cavalhon.